# Lędziny
Lędziny è una città polacca del distretto di Bieruń-Lędziny nel voivodato della Slesia. Ricopre una superficie di 32 km² e nel 2006 contava 16 006 abitanti.

## Storia
Lędziny è stata la sede di uno dei 45 sottocampi del campo di concentramento di Auschwitz.

## Amministrazione

### Gemellaggi
- Uničov
- Revúca
- Roccagorga